# 厚毛里白
厚毛里白（学名：Hicriopteris rufa）为里白科里白属下的一个种。